# تهران، شهر بی‌آسمان
تهران، شهر بی‌آسمان از رمانهای فارسی و اثر امیرحسن چهل تن اولین کتاب از تریلوژی تهران است که در بهار سال ۱۳۸۱ در تهران منتشر شد. این متن سانسور شده چهل در صد کوتاه تر از متن کامل رمان است.
این رمان کوتاه به همراه گور و گهواره نوشته غلامحسین ساعدی و شب هول نوشته هرمز شهدادی از مهم‌ترین رمان‌ها دربارهٔ لمپنیسم در جامعه ایران است.
این رمان روایتی از تاریخ مخفی شهر تهران از اشغال آن توسط متفقین در شهریور ۱۳۲۰ تا جنگ ایران و عراق( ۱۳۶۷-۱۳۵۹) است. در این رمان که منتقدی آن را رمانی روی تند توصیف کرده است، لحن تراژیک مدام به لودگی تبدیل می شود، نوعی پارودی که پر از اشارات کنایه آمیز به برهه ای از تاریخ مدرن ایران است. تغییر نظرگاه، گفتگوی درونی، حرکت در زمان های مختلف و فضاهای کارناوالیستیک و در یک کلام راوی مردد به این متافیکشن ساختاری موزائیکی بخشیده است. در بحبوحه روایت، راوی وارد داستان می شود و خط روایت را با حضور و صدای خود می شکند تا واقعیتی بیرونی را در دل واقعیت ادبی عیان کند. شرح حال کرامت قهرمان رمان، با همه نیرنگ ها، فریبکاری ها و سوداگری هایش، در جامعه ای که از فقر فرهنگی رنج می برد، این رمان را به یک پیکارسک نزدیک می کند.

## شخصیتهای داستان
کرامت، بتول، اقدس، طلا و غنچه شخصیتهای اصلی رمان را تشکیل می دهند.

## داستان
رمان «تهران، شهر بی‌آسمان» به مفهوم واقعی کلمه، یک رمان سیاسی است و بی‌شک یکی از سیاسی‌ترین رمان‌های کوتاه ادبیات فارسی معاصر و مانند بیگانه اثر آلبر کامو بر محور شخصیت (کرامت) شکل می‌گیرد. داستان در فاصله زمانی میان کودتای ۲۸ مرداد و سال‌های پس از انقلاب ۱۳۵۷ ایران روایت می‌شود.

تصویر پشت جلد ترجمه آلمانی تهران شهر بی‌آسمان

در این مفهوم نویسنده زاویه دید را در ذهن کرامت کار می‌گذارد و وقایع از دریچه ذهن او (نمونه کاملی از یک لمپن) روایت می‌شود. با این حال چگونگی گزینش نظرگاه فاصله‌ای میان نویسنده و شخصیت به وجود می‌آید که در آثار متقدم‌تر وجود ندارند. «کرامت که افسانه‌ای از مردانگی است از هر نظر ارزش‌های جامعه مردم سالار را نمایندگی می‌کند. در جابه‌جایی این اثر مردانگی و مناسبات جهان، مردانه به چشم می‌آیند. با این حال نویسنده نه تنها فریفته این ارزش‌ها یا ضد ارزش‌ها نمی‌شود، بلکه بیهودگی آنها و درماندگی شخصیت را نمایش می‌دهد.
کرامت در این مفهوم یک قهرمان نیست و نویسنده به او چشم امید ندوخته است. زیرا کرامت یک لمپن است. مردی است که در کودکی توسط گروهبانی انگلیسی و بعدها توسط صاحب کارش (حبیب) مورد سوء استفاده قرار گرفته است. تجاوز دیده و تجاوزگر است و گاه مراد و در هر حال سازش و مصالحه. او ابزاری در دست صاحبان قدرت است. 

تصویر پشت جلد ترجمه عربی تهران شهر بی‌آسمان

جدا از نقش برجسته رمان در انتقال حس تاریخی در ادبیات خود، در ذهن خواننده این پرسش کلید می‌خورد که چطور می‌شود از کرامت متنفر نبود و این چنین با او همدل شد؟ این همان نکته قابل توجهی است که در هیچ‌یک از آثار ادبی که به لمپنیسم پرداخته‌اند، دیده نمی‌شود.

## نقد
چهلتن در رمان دیگری به نام «عشق و بانوی ناتمام» هم به رفتارهای لمپن‌گونه مردی تحصیلکرده با همسر خود اشاره می‌کند. به خصوص در بخشی که شخصیت داستان در خصوصی‌ترین لحظات زندگی با همسرش «ملک»، می‌گوید: «در وجود هر ایرانی یک لمپن کوچک وجود دارد که نشانه‌های آن در رفتار روزمره‌مان آشکار است.
شاید همه ما کم و بیش به کرامت شبیه باشیم؛ کرامت‌هایی که مجموعه عادات و عرصه عملشان البته متفاوت است. اما این مسئله در تاریخ معاصر سیاسی ایران بسیار پدیده جالبی است. در واقع همه گروه‌های سیاسی می‌خواهند از آنها به عنوان یک نیروی اجتماعی خشن به نفع خود استفاده کنند.
بنابراین یک لمپنیسم کوچک در وجود تک تک ما وجود دارد. با توجه به این نکته می‌توان خاستگاه مشترک دو مقوله یعنی «ادبیات لمپنیسم» و «لمپنیسم در ادبیات» را پیدا کرد. به نظر می‌رسد حتی در رمان «شب هول» هم با وجود داشتن دو شخصیت روشنفکر و عربده‌کِش نمی‌توان به این اشتراکات رسید. زیرا نقطه اشتراک باید بتواند مدل‌های دیگر خود را در اجتماع رمزگشایی کند. ولی به نظر که در تاریخ معاصر ایران، به وضوح از سال ۱۳۲۸ به بعد (که شاهد مرگ و میر هزاران نهال نوشکفته و خرد شدن کمر چندین درخت کهنسال مانند محمد مصدق و دکتر حسین فاطمی گرفته تا نویسندگان عُزلت‌نشین و گوشه‌گیر بوده‌ایم) وجود یک «لمپن کوچک» همیشه می‌تواند ظرفیت و توان لازم برای نوشتن و تحقق در جامعه ایران را داشته باشد.

## نقدها
- از تهران مخوف تا تهران شهر بی‌آسمان، اسد سیفی (نگاه نو)
- نفی آسمان برای فضای زیست یعنی نفی همه چیز، سیمین بهبهان (مجله کارنامه)
- زمان بر ما نگذشته است، الهه خسروی یگانه (حیات نو)
- یک عکس فوری از تهران، فرخنده آقایی (حیات نو)
- تهران،شهر بی‌آسمان، امین فقیری(روزنامه عصر مردم)
- شهر در دست لاتها، امین ملک شاهی (آینه جنوب)
- از زیر بازارچه به بازار، سمیرا دهقان (نیلوفر آبی)

- مفتوح بودن پرونده لمپنیسم، فتح الله بی نیاز (ایران)